# Tauno Lappalainen
Tauno Mikko Lappalainen (ur. 10 marca 1898 w Ruokolahti, zm. 25 stycznia 1973 w Liperi) – fiński biegacz narciarski, trzykrotny medalista mistrzostw świata.

## Kariera
Uczestniczył w zawodach w latach 20. i 30. XX wieku. Jego olimpijskim debiutem były igrzyska w Sankt Moritz w 1928 roku, gdzie zajął szóste miejsce w biegu na 50 km techniką klasyczną. Cztery lata później, podczas igrzysk olimpijskich w Lake Placid na tym samym dystansie był siódmy.
W 1926 roku wystartował na mistrzostwach świata w Lahti zdobywając srebrne medale w biegach na 30 i 50 km stylem klasycznym. W obu biegach Lappalainen musiał uznać wyższość swego rodaka Mattiego Raivio. Cztery lata później, na mistrzostwach świata w Oslo zdobył swój ostatni medal zajmując trzecie miejsce w biegu na 17 km techniką klasyczną. W biegu tym wyprzedzili go jedynie dwaj Norwegowie: zwycięzca Arne Rustadstuen oraz drugi na mecie Trygve Brodahl.
Jego brat Martti Lappalainen również reprezentował Finlandię w biegach narciarskich.

## Osiągnięcia

### Igrzyska olimpijskie
| Miejsce | Dzień     | Rok  | Miejscowość  | Konkurencja             | Wynik     | Strata     | Zwycięzca        |
| ------- | --------- | ---- | ------------ | ----------------------- | --------- | ---------- | ---------------- |
| 6.      | 14 lutego | 1928 | Sankt Moritz | 50 km stylem klasycznym | 4:52:03 h | +26:30 min | Per-Erik Hedlund |
| 7.      | 13 lutego | 1932 | Lake Placid  | 50 km stylem klasycznym | 4:28:00 h | +17:02 min | Veli Saarinen    |

### Mistrzostwa świata
| Miejsce | Dzień     | Rok  | Miejscowość | Konkurencja             | Czas biegu | Strata    | Zwycięzca        |
| ------- | --------- | ---- | ----------- | ----------------------- | ---------- | --------- | ---------------- |
| 2.      | 4 lutego  | 1926 | Lahti       | 30 km stylem klasycznym | 2:20.55 h  | +6:18 min | Matti Raivio     |
| 2.      | 6 lutego  | 1926 | Lahti       | 50 km stylem klasycznym | 4:18.18 h  | +8:27 min | Matti Raivio     |
| 3.      | 28 lutego | 1930 | Oslo        | 17 km stylem klasycznym | 1:19.58 h  | +32 s     | Arne Rustadstuen |